# Albertus van Riemsdijk
Albertus van Riemsdijk (Gramsbergen, 13 september 1716 -  27 juni 1783) was een Nederlandse rentmeester en schulte.

## Leven en werk
Van Riemsdijk was een zoon van de rentmeester Jacobus van Riemsdijk en Johanna Reiners.  Zijn grootvader Gerrit van Riemsdijk had in 1673 de leiding gehad over het belegerde Huis Gramsbergen door de Munsterse troepen onder leiding van Bernhard von Galen. Van Riemsdijk studeerde rechten. Hij was procureur en net als zijn vader rentmeester van het Huis Gramsbergen. In Hardenberg was hij ontvanger en verwalter (plaatsvervanger) van de schulte aldaar. Daarna verlegde zijn werkterrein zich naar Drenthe. Hij werd fiscaal van Coevorden en landspander (assistent van de drost) van de Landschap Drenthe. Hij huurde tussen 1750 en 1759 Het Slot in de Oosterboer van Albert Dominicus van Limburg Stirum. In 1761 werd hij door Eigenerfden en Ridderschap van Drenthe benoemd tot schulte van Havelte en Vledder. In 1778 bedankte hij als schulte. Hij werd opgevolgd door zijn zoon Johannes. Mr. Van Riemsdijk overleed in juni 1783 op 67-jarige leeftijd.
Van Riemsdijk ging op 7 mei 1749 te IJhorst in ondertrouw met de in Gieten geboren Willemina Oostingh, dochter van de advocaat mr. Nicolaas Oostingh en Grietje Hiddingh, wonend op Den Hof, bij de Wijk.